# The Gringo (film 1914)
The Gringo è un cortometraggio muto del 1914 diretto - anche se non confermato - da William S. Hart.

## Produzione
Il film fu prodotto dalla Kay-Bee Pictures.

## Distribuzione
Distribuito dalla Mutual Film, il film - un cortometraggio in due bobine - uscì nelle sale cinematografiche degli Stati Uniti il 27 marzo 1914.
Non si conoscono copie ancora esistenti della pellicola che viene considerata presumibilmente perduta.